# 羽飾りのある帽子をかぶった若い女性の肖像
『羽飾りのある帽子をかぶった若い女性の肖像』（はねかざりのあるぼうしをかぶったわかいじょせいのしょうぞう、露: Портрет молодой женщины в шляпе с пером、英: Portrait of a Young Woman with a Feather Hat）は、イタリア・ルネサンス期のヴェネツィア派の巨匠ティツィアーノ・ヴェチェッリオ が1538年にキャンバス上に油彩で制作した肖像画である。元来、フランスのピエール・クロザのコレクションにあった作品で、1772年にロシアのエカチェリーナ2世に購入された。当時は、『ティツィアーノの愛人の肖像』と呼ばれていた。現在、サンクトペテルブルクのエルミタージュ美術館に所蔵されている。

## 作品
傑出した肖像画家であったティツィアーノは、人物の外見の特徴を捉えるだけでなく、内面の本質を見抜くことにたけていた。本作では、緑色の絹地で裏打ちされた毛皮を肩に掛けた女性の若々しい顔のほのかな色合い、すなわち頬の赤み、茶色い瞳の眼差し、微笑む唇の濡れた輝きが際立っている。また、画家は、女性の官能美、豪華な衣装、高価な宝石の輝きを強調しようと努めている。ティツィアーノは強い色彩を軽く流れるような筆致で描き、見事な諧調、光と影のごく微細な変化を表現している。こうした描法は、ある種の高貴さを生み出し、盛期ルネサンスの肖像画の特徴となった。
この肖像画のモデルの女性は、ウィーンの美術史美術館にある『毛皮を着た若い女性』と同じであることは間違いない。最初、女性は帽子をかぶっておらず、ウィーンの作品同様、その髪の毛は真珠の髪飾りに沿ってウェーブしていたことがX線調査で判明した。つばの広い羽飾りの帽子は、ティツィアーノが後に描き足したものである。同じモデルの容貌は、ティツィアーノの傑作『ウルビーノのヴィーナス』 (ウフィツィ美術館、フィレンツェ) や『ラ・ベッラ』 (パラティーナ美術館、フィレンツェ) など1530年代の作品の多くに現れている。
1884年、研究者のモーリッツ・タウジンクは、『毛皮を着た若い女性』、『ウルビーノのヴィーナス』、そして本作の女性は、ウルビーノ侯爵夫人エレオノーラ・ゴンザーガであると証明しようとした。かつてのエルミタージュ美術館の所蔵品目録でも、本作はしばらく『エレオノーラ・ゴンザーガの肖像』と記載されていたが、裏付けがないため、後に退けられている。とはいえ、豪華な帽子や衣装、装身具から推定して、ティツィアーノのパトロンの妻か愛人の半ば理想化された肖像と考えて間違いないであろう。

## ギャラリー

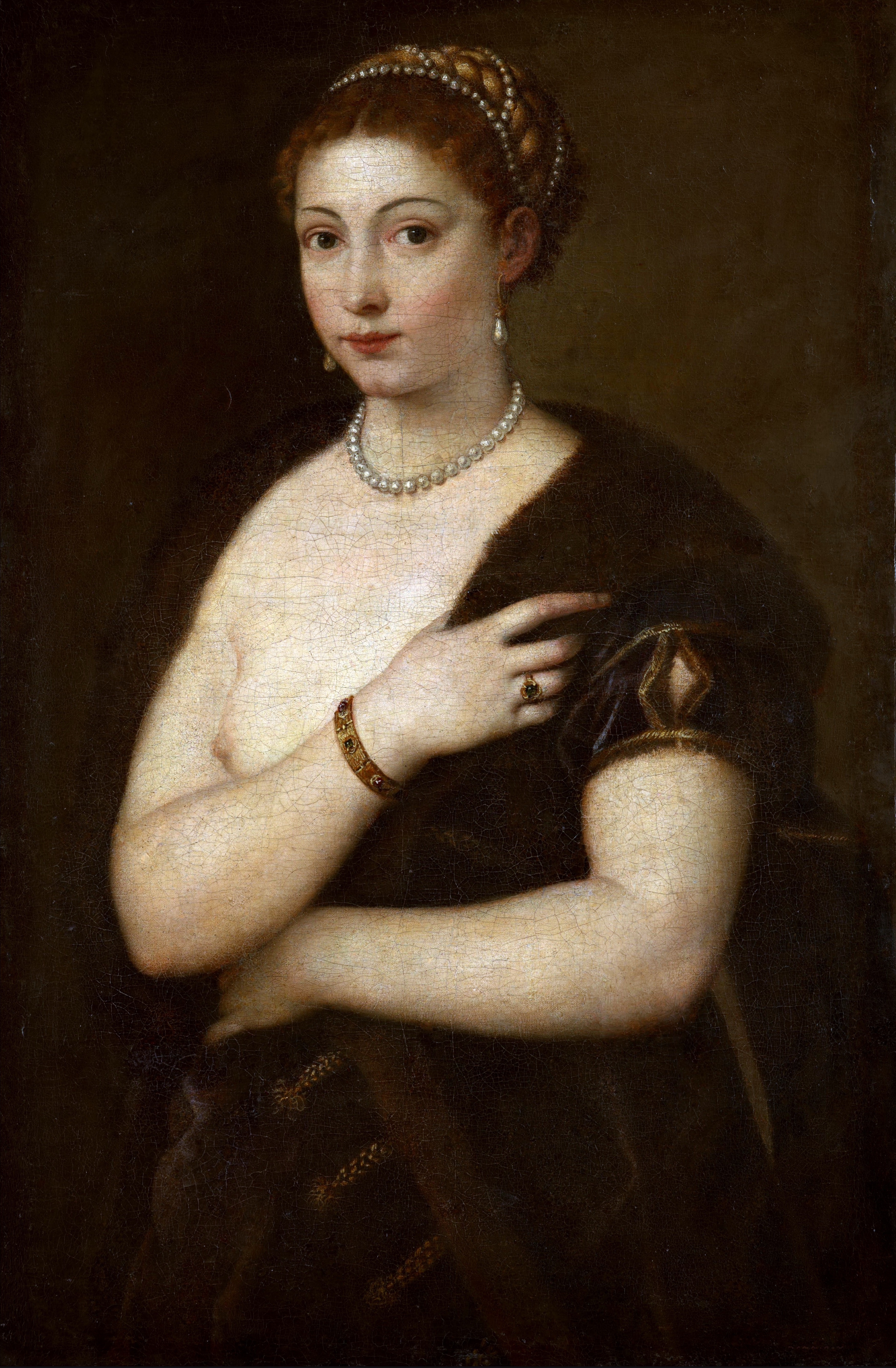
『毛皮を着た若い女性』 (1535年ごろ)、美術史美術館、ウィーン
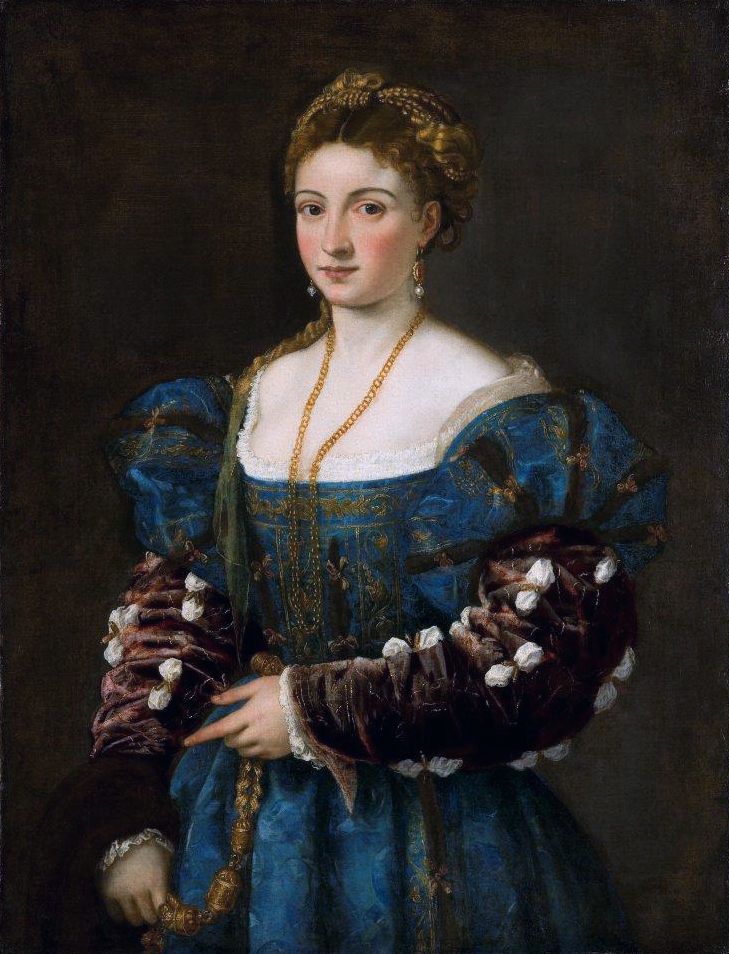
『ラ・ベッラ』パラティーナ美術館 (1536-1538年)、フィレンツェ
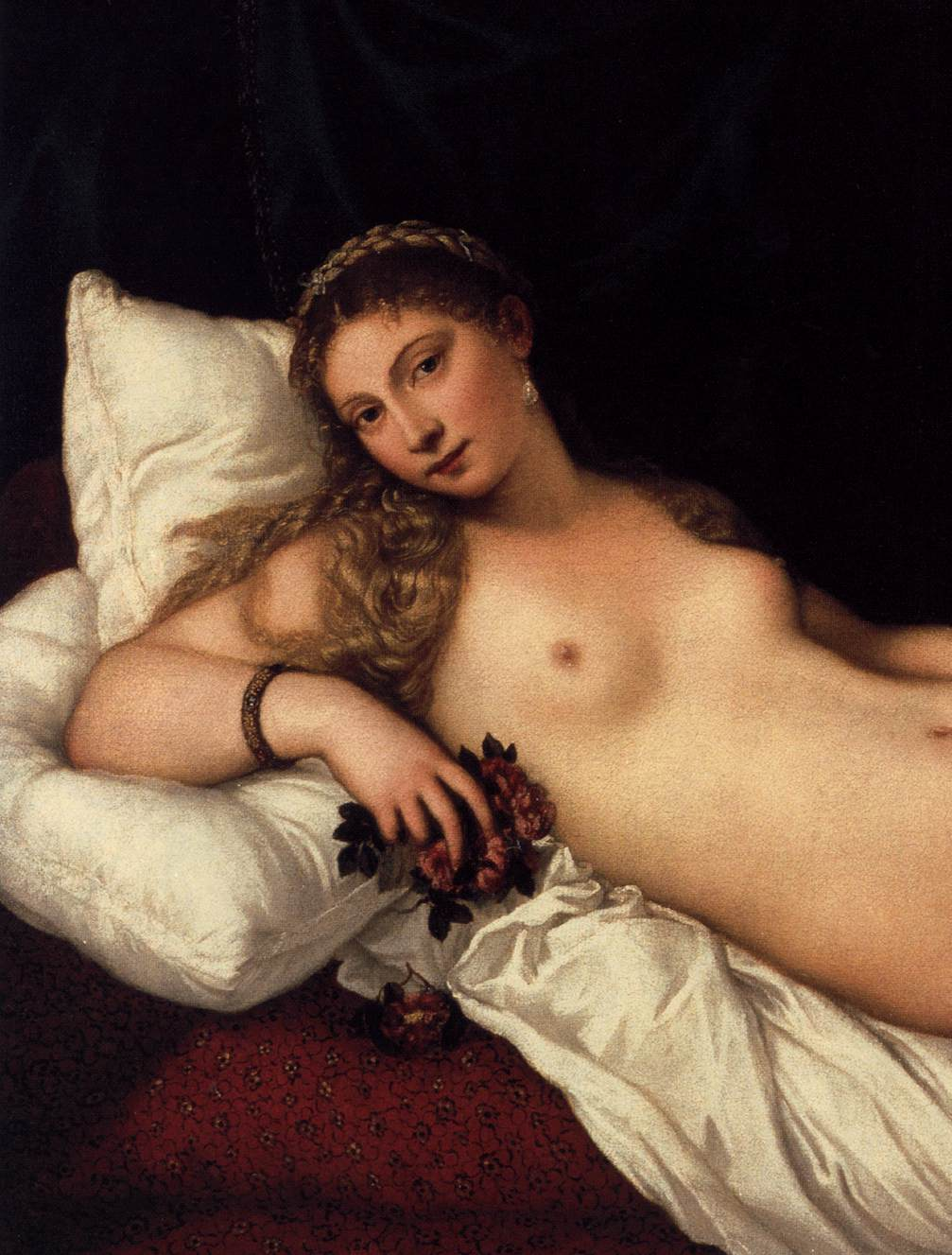
『ウルビーノのヴィーナス』の部分 (1538年)、ウフィツィ美術館、フィレンツェ